# Décès en septembre 2024
Décès
- 2020
- 2021
- 2022
- 2023
- 2024
- 2025
- 2026
- 2027
- 2028

Pour une information complémentaire, voir la page d'aide.

| Date              | Nom                                 | Activités                                                                                                  | Âge   | Source |
| ----------------- | ----------------------------------- | --- | ----- | ------ |
| 30 septembre      | Hieronymus Herculanus Bumbun        | Prélat catholique indonésien.                                                                              | 87    | (en)   |
| 30 septembre      | Wafa Al-Udaini                      | journaliste palestinienne.                                                                                 | 39    |        |
| 30 septembre      | André Cartapanis                    | Économiste français.                                                                                       | 71    |        |
| 30 septembre      | Věra Černá                          | Gymnaste artistique tchécoslovaque puis tchèque.                                                           | 61    | (cs)   |
| 30 septembre      | Gavin Creel                         | Acteur, chanteur et auteur-compositeur américain.                                                          | 48    | (en)   |
| 30 septembre      | Farida                              | Chanteuse italienne.                                                                                       | 78    | (it)   |
| 30 septembre      | Fayo                                | Chanteur canadien.                                                                                         | 46    |        |
| 30 septembre      | Robert Fitzpatrick                  | Homme d'affaires américain.                                                                                | 84    |        |
| 30 septembre      | Feliu Guillaumes                    | Homme politique espagnol.                                                                                  | 61    | (es)   |
| 30 septembre      | Danièle Mazet-Delpeuch              | Cuisinière française.                                                                                      | 81/82 |        |
| 30 septembre      | Dikembe Mutombo                     | Basketteur congolais.                                                                                      | 58    |        |
| 30 septembre      | Humberto Ortega                     | Homme politique nicaraguayen.                                                                              | 77    | (es)   |
| 30 septembre      | Ken Page                            | Acteur et chanteur américain.                                                                              | 70    | (en)   |
| 30 septembre      | Jacques Réda                        | Écrivain français.                                                                                         | 95    |        |
| 30 septembre      | Pete Rose                           | Joueur de baseball américain.                                                                              | 83    | (en)   |
| 30 septembre      | Dan Tichon                          | Homme politique israélien.                                                                                 | 87    | (en)   |
| 30 septembre      | Auguste Truphème                    | Homme politique français.                                                                                  | 92    |        |
| 30 septembre      | Marko Valok                         | Footballeur international et ensuite entraîneur yougoslave puis serbe.                                     | 97    | (sr)   |
| 30 septembre      | Robert Watts                        | Producteur de cinéma britannique.                                                                          | 86    | (en)   |
| 29 septembre      | Ron Ely                             | Acteur américain.                                                                                          | 86    | (en)   |
| 29 septembre      | Doumbi Fakoly                       | Écrivain malien.                                                                                           | 80    |        |
| 29 septembre      | Richard S. Hamilton                 | Mathématicien et universitaire américain.                                                                  | 80    |        |
| 29 septembre      | Victor Perahia                      | Personnalité française, survivant de la Shoah.                                                             | 91    |        |
| 29 septembre      | Rohan de Saram                      | Violoncelliste britannique.                                                                                | 85    | (en)   |
| 29 septembre      | Ozzie Virgil Sr.                    | Joueur et entraîneur de baseball dominicain.                                                               | 92    | (en)   |
| 29 septembre      | Jean Yernaux                        | Architecte et urbaniste belge.                                                                             | 94    |        |
| 28 septembre      | Drake Hogestyn                      | Acteur américain.                                                                                          | 70    | (en)   |
| 28 septembre      | Serge Janquin                       | Homme politique français.                                                                                  | 81    |        |
| 28 septembre      | Kris Kristofferson                  | Chanteur et acteur américain.                                                                              | 88    |        |
| 28 septembre      | Françoise Malaprade                 | Artiste peintre française.                                                                                 | 90    |        |
| 28 septembre      | Alexandre do Nascimento             | Cardinal angolais.                                                                                         | 99    | (pt)   |
| 28 septembre      | Nabil Qaouk                         | Terroriste libanais.                                                                                       | 60    |        |
| 28 septembre      | Jadur Sonam Sangpo                  | Homme politique tibétain.                                                                                  | 85    |        |
| 28 septembre      | Jacques Teugels                     | Footballeur international belge.                                                                           | 78    | (nl)   |
| 28 septembre      | Thupten Yeshi                       | Ancien prisonnier politique tibétain.                                                                      | 73/74 | (en)   |
| 28 septembre      | Delia Zamudio                       | Syndicaliste et militante des droits de la femme afro-péruvienne.                                          | 81    | (es)   |
| 27 septembre      | Fabián Caballero                    | Footballeur argentin.                                                                                      | 46    | (es)   |
| 27 septembre      | Georges Chometon                    | Homme politique français.                                                                                  | 95    |        |
| 27 septembre      | Muriel Furrer                       | Coureuse cycliste suisse.                                                                                  | 18    |        |
| 27 septembre      | Marián Gálik                        | Sinologue tchécoslovaque puis slovaque                                                                     | 91    | (sk)   |
| 27 septembre      | John Little                         | Universitaire américain.                                                                                   | 96    | (en)   |
| 27 septembre      | Roger Miron                         | Auteur-compositeur-interprète canadien.                                                                    | 95    |        |
| 27 septembre      | Hassan Nasrallah                    | Religieux et homme politique libanais.                                                                     | 64    |        |
| 27 septembre      | Abbas Nilforoushan                  | Militaire iranien.                                                                                         | 57/58 |        |
| 27 septembre      | Martine Paschoud                    | Metteuse en scène et comédienne suisse.                                                                    | 82    |        |
| 27 septembre      | Maggie Smith                        | Actrice britannique.                                                                                       | 89    |        |
| 27 septembre      | Marc Trivier                        | Photographe belge.                                                                                         | 64    |        |
| 26 septembre      | John Ashton                         | Acteur américain.                                                                                          | 76    | (en)   |
| 26 septembre      | Sören Börjesson                     | Joueur de football international suédois.                                                                  | 68    | (sv)   |
| 26 septembre      | Michel Carrega                      | Tireur sportif français, médaillé d'argent aux Jeux olympiques d'été de 1972.                              | 90    |        |
| 26 septembre      | Vazquez de Sola                     | Dessinateur espagnol.                                                                                      | 97    | (es)   |
| 26 septembre      | Joe Wolf                            | Basketteur puis entraîneur américain.                                                                      | 59    | (en)   |
| 25 septembre      | Gildas Bourdais                     | Ufologue, peintre, essayiste et traducteur français.                                                       | 85    |        |
| 25 septembre      | Leonard Compagno                    | Ichtyologiste américain.                                                                                   | 80    | (en)   |
| 25 septembre      | Didier Kaminka                      | Réalisateur, acteur, dialoguiste et scénariste français.                                                   | 81    |        |
| 25 septembre      | Roman Madianov                      | Acteur russe.                                                                                              | 62    |        |
| 25 septembre      | Vassula Ryden                       | Sujet psi et écrivaine israélienne.                                                                        | 82    | (en)   |
| 24 septembre      | Nesbitt Blaisdell                   | Acteur américain.                                                                                          | 95    | (en)   |
| 24 septembre      | Jean Chélini                        | Historien, médiéviste et professeur d'université français.                                                 | 93    |        |
| 24 septembre      | Francis Fox                         | Avocat et homme politique canadien.                                                                        | 84    |        |
| 24 septembre      | Max Genève                          | Écrivain français.                                                                                         | 79    |        |
| 24 septembre      | Pierre-William Glenn                | Directeur de la photographie et réalisateur français.                                                      | 80    |        |
| 24 septembre      | Amadou-Mahtar M'Bow                 | Homme politique sénégalais.                                                                                | 103   |        |
| 24 septembre      | Julián Muñoz                        | Homme politique espagnol.                                                                                  | 75    | (es)   |
| 24 septembre      | Bertrand Piéchaud                   | Sculpteur, dessinateur, aquarelliste, graveur et peintre français.                                         | 83    |        |
| 24 septembre      | Tavana Salmon                       | Tatoueur français, personnalité polynésienne.                                                              | 104   |        |
| 24 septembre      | Michael Sladek                      | Écologiste allemand.                                                                                       | 77    | (de)   |
| 23 septembre      | Robert Aymar                        | Physicien français.                                                                                        | 87/88 |        |
| 23 septembre      | Daniel Barjolin                     | Coureur cycliste français.                                                                                 | 86    |        |
| 23 septembre      | Vajira Chitrasena                   | Danseuse traditionnelle, chorégraphe et enseignante srilankaise.                                           | 92    | (en)   |
| 23 septembre      | Giancarlo Crosta                    | Rameur d'aviron italien, médaillé d'argent aux Jeux olympiques d'été de 1960.                              | 90    | (it)   |
| 23 septembre      | Fernand Fox                         | Acteur luxembourgeois.                                                                                     | 90    |        |
| 23 septembre      | Henri Guimbard                      | Coureur cycliste français.                                                                                 | 86    |        |
| 23 septembre      | Rupert Keegan                       | Pilote automobile britannique.                                                                             | 69    | (en)   |
| 23 septembre      | Hadelin de La Tour du Pin           | Diplomate français.                                                                                        | 73    |        |
| 23 septembre      | Norbert Lohfink                     | Prêtre jésuite et théologien catholique allemand..                                                         | 96    | (de)   |
| 23 septembre      | Asım Pars                           | Joueur bosnien naturalisé turc de basket-ball.                                                             | 48    | (tr)   |
| 23 septembre      | Thadée Polak                        | Footballeur français d'origine polonaise.                                                                  | 92    |        |
| 23 septembre      | Gary Reineke                        | Acteur canadien.                                                                                           | 84    | (en)   |
| 23 septembre      | Maxime Tandonnet                    | Écrivain français.                                                                                         | 65    |        |
| 22 septembre      | Max Cresswell                       | Philosophe néo-zélandaisl.                                                                                 | 84    | (es)   |
| 22 septembre      | José Grande                         | Cycliste espagnol.                                                                                         | 79    | (es)   |
| 22 septembre      | Fredric Jameson                     | Critique littéraire américain.                                                                             | 90    | (en)   |
| 22 septembre      | Lucienne Malovry                    | Femme politique française.                                                                                 | 93    |        |
| 22 septembre      | Monique Mathieu                     | Relieuse et éditrice de livres artistiques française.                                                      | 96    |        |
| 21 septembre      | Benny Golson                        | Saxophoniste de jazz américain.                                                                            | 95    |        |
| 21 septembre      | Jacques de Groote                   | Économiste et banquier belge.                                                                              | 97    |        |
| 21 septembre      | Tom Spanbauer                       | Écrivain américain.                                                                                        | 78    | (en)   |
| 20 septembre      | Ibrahim Aqil                        | Personnalité libanaise de la mouvance islamiste.                                                           | 62    |        |
| 20 septembre      | Daniel J. Evans                     | Homme politique américain.                                                                                 | 98    | (en)   |
| 20 septembre      | Artashes Geghamian                  | Homme politique arménien.                                                                                  | 74    | (hy)   |
| 20 septembre      | David Graham                        | Acteur de doublage britannique.                                                                            | 99    | (en)   |
| 20 septembre      | Kathryn Grant                       | Actrice et chanteuse américaine.                                                                           | 90    | (en)   |
| 20 septembre      | Yan Morvan                          | Photographe, journaliste, photojournaliste et auteur français.                                             | 70    |        |
| 20 septembre      | Simone Prouvé                       | Artiste tisserande française.                                                                              | 92    |        |
| 20 septembre      | Sayuri                              | Chanteuse, musicienne et auteure-compositrice japonaise.                                                   | 28    | (en)   |
| 20 septembre      | Randy West                          | Acteur de films pornographiques américain.                                                                 | 76    | (en)   |
| 19 septembre      | Ralph Abraham                       | Mathématicien américain.                                                                                   | 88    | (en)   |
| 19 septembre      | Sophie Charnavel                    | éditrice française.                                                                                        | 47    |        |
| 19 septembre      | Bimal Kar                           | Footballeur bangladais.                                                                                    | 87    | (en)   |
| 19 septembre      | Victoria Roshchyna                  | Journaliste ukrainienne.                                                                                   | 27    | (en)   |
| 19 septembre      | Bruno Sacco                         | Designer automobile italo-allemand.                                                                        | 90    |        |
| 19 septembre      | Pierre Vilars                       | Militaire français.                                                                                        | 108   |        |
| 18 septembre      | Kesaria Abramidzé                   | Blogueuse, actrice et mannequin géorgienne transgenre.                                                     | 37    |        |
| 18 septembre      | Pierre Alonzo                       | Joueur puis entraîneur français de football.                                                               | 84    |        |
| 18 septembre      | Ursel Brunner                       | Nageuse allemande, double médaillée de bronze aux Jeux olympiques d'été de 1960.                           | 83    | (de)   |
| 18 septembre      | Dick Diamonde                       | Musicien australien d'origine néerlandaise.                                                                | 76    | (en)   |
| 18 septembre      | Nick Gravenites                     | Auteur-compositeur-interprète américain.                                                                   | 85    | (en)   |
| 18 septembre      | Paul Imiéla                         | Footballeur français.                                                                                      | 81    |        |
| 18 septembre      | Sam Malcolmson                      | Footballeur néo-zélandais.                                                                                 | 76    | (en)   |
| 18 septembre      | Malcolm Mitchell-Thomson            | Banquier, homme d'affaires britannique.                                                                    | 86    | (en)   |
| 18 septembre      | Salvatore Schillaci                 | Footballeur italien.                                                                                       | 59    |        |
| 18 septembre      | André Vadon                         | Joueur français de rugby à XIII.                                                                           | 90    |        |
| 18 septembre      | Rolf Wolfshohl                      | Coureur cycliste allemand.                                                                                 | 85    |        |
| 17 septembre      | César                               | Footballeur brésilien.                                                                                     | 68    | (pt)   |
| 17 septembre      | Magda De Galan                      | Femme politique et avocate belge.                                                                          | 77    |        |
| 17 septembre      | Nelson DeMille                      | Romancier américain                                                                                        | 81    | (en)   |
| 17 septembre      | Beppe Menegatti                     | Metteur en scène de théâtre italien.                                                                       | 95    | (it)   |
| 17 septembre      | Mohamed Mahmoud Ould Mohamedou      | Historien et diplomate américano-helvético-mauritanien.                                                    | 56    | (ar)   |
| 17 septembre      | Christian-Marie Monnot              | Journaliste français.                                                                                      | 78    |        |
| 17 septembre      | Jean Roberts                        | Athlète olympique australienne.                                                                            | 81    | (en)   |
| 16 septembre      | Norman Ackroyd                      | Graveur britannique.                                                                                       | 86    | (en)   |
| 16 septembre      | Yuko Arakida                        | Volleyeuse japonaise, championne olympique aux Jeux olympiques d'été de 1976.                              | 70    | (ja)   |
| 16 septembre      | Paul-André Cadieux                  | Joueur puis entraîneur canado-suisse de hockey sur glace.                                                  | 77    |        |
| 16 septembre      | Herman Chinery-Hesse                | Homme d'affaires ghanéen.                                                                                  | 61    | (en)   |
| 16 septembre      | Daniel Cordier                      | Footballeur français.                                                                                      | 82    |        |
| 16 septembre      | Robert Dill-Bundi                   | Cycliste sur piste suisse, champion olympique aux Jeux de 1980.                                            | 65    | (it)   |
| 16 septembre      | Elizabeth Esteve-Coll               | Conservatrice de musée et bibliothécaire britannique.                                                      | 85    | (en)   |
| 16 septembre      | Peter Green                         | Historien britannique.                                                                                     | 99    | (en)   |
| 16 septembre      | Eikō Hosoe                          | Photographe japonais.                                                                                      | 91    | (en)   |
| 16 septembre      | István Juhász                       | Footballeur international hongrois, champion aux Jeux olympiques d'été de 1968.                            | 79    | (hu)   |
| 16 septembre      | Robert Lansdorp                     | Entraîneur de tennis américain.                                                                            | 85    | (en)   |
| 16 septembre      | Barbara Leigh-Hunt                  | Actrice britannique.                                                                                       | 88    | (en)   |
| 16 septembre      | Gary Shaw                           | Footballeur britannique.                                                                                   | 63    | (en)   |
| 16 septembre      | Song Binbin                         | Révolutionnaire américano-chinoise.                                                                        | 77    | (zh)   |
| 15 septembre      | Aleksandr Baryshnikov               | Athlète de lancers de poids soviétique puis russe, médaillé aux JO, de bronze en 1976 et d'argent en 1980. | 75    | (ru)   |
| 15 septembre      | Tito Jackson                        | Guitariste américain, membre des Jackson Five.                                                             | 70    |        |
| 15 septembre      | Elias Khoury                        | Romancier, dramaturge et critique libanais.                                                                | 76    |        |
| 15 septembre      | Roli Mosimann                       | Batteur, compositeur et producteur américain.                                                              | 69    | (en)   |
| 15 septembre      | Valentin Samungi                    | Handballeur roumain, médaillé de bronze aux Jeux olympiques d'été de 1972.                                 | 82    | (ro)   |
| 14 septembre      | Berit Ås                            | Femme politique, psychologue norvégienne.                                                                  | 96    | (no)   |
| 14 septembre      | Otis Davis                          | Athlète de sprint américain, double champion olympique aux Jeux de 1960.                                   | 92    | (de)   |
| 14 septembre      | Jean-Michel Dupuis                  | Acteur français.                                                                                           | 69    |        |
| 14 septembre      | Brenda Fajardo                      | Peintre, graphiste philippine.                                                                             | 84    | (en)   |
| 14 septembre      | Félix Glutz                         | Homme politique suisse                                                                                     | 74    |        |
| 14 septembre      | Alain Nicolas                       | Archéologue, anthropologue et conservateur de musée français.                                              | 83    |        |
| 14 septembre      | Kamel Ouejdide                      | Footballeur marocain.                                                                                      | 44    |        |
| 14 septembre      | Fernando Puche                      | Personnalité du monde des affaires espagnole.                                                              | 78    | (es)   |
| 14 septembre      | Jaber al-Moubarak al-Ahmad al-Sabah | Prince et homme politique koweïtien.                                                                       | 82    |        |
| 13 septembre      | Franca Bettoja                      | Actrice italienne.                                                                                         | 88    | (it)   |
| 13 septembre      | Moisés Canelo                       | Chanteur hondurien.                                                                                        | 74    | (es)   |
| 13 septembre      | Tommy Cash                          | Chanteur américain de musique country.                                                                     | 84    | (en)   |
| 13 septembre      | Wolfgang Gerhardt                   | Homme politique allemand.                                                                                  | 80    | (de)   |
| 13 septembre      | Pravin Gordhan                      | Homme politique sud-africain.                                                                              | 75    | (en)   |
| 13 septembre      | Victor Halberstadt                  | Économiste néerlandais.                                                                                    | 85    | (nl)   |
| 13 septembre      | Lex Marinos                         | Acteur et réalisateur australien.                                                                          | 75    | (en)   |
| 13 septembre      | Mark Podwal                         | Artiste américain.                                                                                         | 79    | (en)   |
| 13 septembre      | George Radda                        | Chimiste hongro-britannique.                                                                               | 88    | (hu)   |
| 13 septembre      | Ruth Schumann Antelme               | Chercheuse honoraire et professeure française.                                                             | 99    |        |
| 13 septembre      | Edward Slattery                     | Évêque américain.                                                                                          | 84    | (en)   |
| 13 septembre      | Milda Vainiutė                      | Femme politique lituanienne.                                                                               | 61    | (lt)   |
| 13 septembre      | Mitchell Wiggins                    | Joueur de basket-ball américain.                                                                           | 64    | (en)   |
| 12 septembre      | Jean Beaufils                       | Homme politique français.                                                                                  | 88    |        |
| 12 septembre      | John Haglelgam                      | Homme d'État micronésien.                                                                                  | 75    | (en)   |
| 12 septembre      | François Kerdoncuff                 | Pianiste français.                                                                                         | 70    |        |
| 12 septembre      | Nigger Kojak                        | Musicien jamaïcain.                                                                                        | 68    | (en)   |
| 12 septembre      | Frank Oberle                        | Homme d'affaires et homme politique canadien.                                                              | 92    | (en)   |
| 11 septembre      | Kenneth Cope                        | Acteur britannique.                                                                                        | 93    | (en)   |
| 11 septembre      | Alberto Fujimori                    | Homme d'État péruvien.                                                                                     | 86    |        |
| 11 septembre      | Steve Gregg                         | Nageur américain, médaillé d'argent aux Jeux olympiques d'été de 1976.                                     | 68    | (en)   |
| 11 septembre      | Peter Klashorst                     | Peintre, sculpteur et photographe néerlandais.                                                             | 67    | (nl)   |
| 11 septembre      | Chad McQueen                        | Acteur, producteur et pilote automobile américain.                                                         | 63    | (en)   |
| 11 septembre      | Jean-Henri Meunier                  | Réalisateur, scénariste et acteur français.                                                                | 74    |        |
| 11 septembre      | Karl Moline                         | Dessinateur américain de comics.                                                                           | 51    | (en)   |
| 11 septembre      | Didier Roustan                      | Journaliste français.                                                                                      | 66    |        |
| 11 septembre      | Joe Schmidt                         | Joueur de foot U.S puis entraîneur américain.                                                              | 92    | (en)   |
| 11 septembre      | Malick Touré                        | Footballeur malien.                                                                                        | 28    |        |
| 10 septembre      | Frankie Beverly                     | Chanteur, producteur de disques et compositeur américain.                                                  | 77    | (en)   |
| 10 septembre      | Roberto Chale                       | Joueur international et entraîneur de football péruvien.                                                   | 77    | (en)   |
| 10 septembre      | Michaela DePrince                   | Ballerine sierra-léonaise et américaine.                                                                   | 29    | (en)   |
| 10 septembre      | Ernesto Franco                      | Écrivain et manager italien.                                                                               | 68    | (it)   |
| 10 septembre      | Chungdak Koren                      | Infirmière et femme politique tibétaine.                                                                   | 74    | (en)   |
| 10 septembre      | Jim Sasser                          | Homme politique américain.                                                                                 | 87    | (en)   |
| 10 septembre      | Kazu Yuzuki                         | Mangaka japonais.                                                                                          | 70    |        |
| 9 septembre       | Carlos Bielicki                     | Maître du jeu d'échecs argentin.                                                                           | 84    | (pl)   |
| 9 septembre       | John Cassaday                       | Dessinateur de comics américain.                                                                           | 52    | (en)   |
| 9 septembre       | Carroll Dawson                      | Joueur et entraîneur de basket-ball américain.                                                             | 86    | (en)   |
| 9 septembre       | Jenaro García-Arreciado             | Homme politique espagnol.                                                                                  | 77    | (es)   |
| 9 septembre       | Mary-Pat Green                      | Actrice américaine.                                                                                        | 72    | (en)   |
| 9 septembre       | James Earl Jones                    | Acteur américain.                                                                                          | 93    |        |
| 9 septembre       | Kuniaki Kobayashi                   | Lutteur professionel japonais.                                                                             | 68    | (ja)   |
| 9 septembre       | Anne-José Lemonnier                 | Poétesse, écrivaine et bibliothécaire française.                                                           | 66    |        |
| 9 septembre       | Xavier Oriach                       | Peintre français.                                                                                          | 96    | (ca)   |
| 9 septembre       | Jeffrey Titford                     | Homme d'affaires et politique britannique.                                                                 | 90    | (en)   |
| 9 septembre       | Caterina Valente                    | Actrice, guitariste et chanteuse italienne naturalisée française.                                          | 93    |        |
| 8 septembre       | Jean-Claude Berejnoï                | Joueur français de rugby à XV.                                                                             | 85    |        |
| 8 septembre       | Jean Bérenger                       | Historien français.                                                                                        | 89    |        |
| 8 septembre       | Alfredo Corrado                     | Artiste américain.                                                                                         | 80    | (en)   |
| 8 septembre       | Guy Dubois                          | Historien et écrivain français.                                                                            | 86    |        |
| 8 septembre       | David Dumville                      | Médiéviste britannique.                                                                                    | 75    | (en)   |
| 8 septembre       | Ana Gervasi                         | Avocate, diplomate et femme politique péruvienne.                                                          | 57    | (es)   |
| 8 septembre       | İlkan Karaman                       | Joueur turc de basket-ball.                                                                                | 34    |        |
| 8 septembre       | Robert Marcy                        | Acteur et metteur en scène français.                                                                       | 104   |        |
| 8 septembre       | Alexandre Masliakov                 | Animateur de télévision russe.                                                                             | 82    | (ru)   |
| 8 septembre       | Henny Moan                          | Actrice norvégienne.                                                                                       | 88    | (no)   |
| 8 septembre       | Harley Refsal                       | Sculpteur sur bois américain.                                                                              | 79    | (en)   |
| 8 septembre       | Peter Renaday                       | Acteur américain.                                                                                          | 89    | (en)   |
| 8 septembre       | Friedrich Schorlemmer               | Théologien protestant allemand.                                                                            | 80    | (de)   |
| 8 septembre       | Yves Simoens                        | Prêtre jésuite belge.                                                                                      | 82    |        |
| 8 septembre       | Michel Soufflet                     | Meunier et homme d'affaires français.                                                                      | 94    |        |
| 8 septembre       | Tie Liu                             | Écrivain chinois                                                                                           | 91    | (zh)   |
| 8 septembre       | Wu Chien-pao                        | Homme politique taïwanais.                                                                                 | 73    | (zh)   |
| 7 septembre       | Pierre Consigny                     | Haut fonctionnaire français.                                                                               | 94    |        |
| 7 septembre       | Timothy Hyman                       | Peintre figuratif, écrivain sur l'art et conservateur de musée anglais.                                    | 78    | (en)   |
| 7 septembre       | Dan Morgenstern                     | Écrivain, éditeur, archiviste et producteur de jazz germano-américain.                                     | 94    | (en)   |
| 6 septembre       | Lucine Amara                        | Soprano américaine d'origine arménienne.                                                                   | 99    |        |
| 6 septembre       | Armand de Fluvià                    | Généalogiste et héraldiste espagnol.                                                                       | 92    | (es)   |
| 6 septembre       | Paul Goldsmith                      | Pilote motocycliste et automobile américain.                                                               | 98    | (en)   |
| 6 septembre       | Rebecca Horn                        | Artiste allemande.                                                                                         | 80    | (en)   |
| 6 septembre       | Sonia Iovan-Inovan                  | Gymnaste artistique roumaine, double médaillée de bronze olympique (1956, 1960).                           | 89    | (ro)   |
| 6 septembre       | Will Jennings                       | Auteur-compositeur-interprète américain.                                                                   | 80    | (en)   |
| 6 septembre       | Claude Langevin                     | Peintre canadien.                                                                                          | 82    |        |
| 6 septembre       | Cathy Merrick                       | Femme politique canadienne.                                                                                | 62    |        |
| 6 septembre       | Renato Molinari                     | Pilote de bateau à moteur italien.                                                                         | 78    | (en)   |
| 6 septembre       | Pim de la Parra                     | Réalisateur néerlando-surinamais.                                                                          | 84    | (nl)   |
| 6 septembre       | Alan Rees                           | Pilote automobile britannique.                                                                             | 86    | (en)   |
| 6 septembre       | Marie Michelle St Louis             | Judokate mauricienne.                                                                                      | 55    |        |
| 6 septembre       | Pierre Valentek                     | Footballeur français.                                                                                      | 90    |        |
| 6 septembre       | Ron Yeats                           | Footballeur britannique.                                                                                   | 86    |        |
| 5 septembre       | Manuel Antín                        | Romancier, dramaturge, poète et réalisateur argentin.                                                      | 98    | (es)   |
| 5 septembre       | Derek Boshier                       | Artiste pop, peintre et photographe britannique.                                                           | 87    | (en)   |
| 5 septembre       | Jacques Breuer                      | Acteur de télévision et de doublage allemand.                                                              | 67    | (de)   |
| 5 septembre       | Rebecca Cheptegei                   | Athlète de fond ougandaise.                                                                                | 33    |        |
| 5 septembre       | Herbie Flowers                      | Musicien et bassiste britannique.                                                                          | 86    |        |
| 5 septembre       | Radha Charan Gupta                  | Historien des mathématiques indien.                                                                        | 89    | (hi)   |
| 5 septembre       | Rich Homie Quan                     | Rappeur et chanteur américain.                                                                             | 34    | (en)   |
| 5 septembre       | Jorge Rivera López                  | Acteur argentin.                                                                                           | 94    | (es)   |
| 5 septembre       | Sérgio Mendes                       | Chanteur, pianiste et compositeur de jazz brésilien.                                                       | 83    |        |
| 5 septembre       | Władysław Słowiński                 | Compositeur et chef d'orchestre polonais.                                                                  | 94    | (pl)   |
| 5 septembre       | Laurent Tirard                      | Réalisateur, scénariste et critique de cinéma français.                                                    | 57    |        |
| 5 septembre       | Aruna Vasudev                       | Écrivaine et critique de cinéma indienne.                                                                  | 88    | (en)   |
| 4 septembre       | Oswald d'Andréa                     | Compositeur français.                                                                                      | 90    |        |
| 4 septembre       | Xabier Añoveros Trías de Bes        | Universitaire et historien espagnol.                                                                       | 80    | (es)   |
| 4 septembre       | Luis Ayala                          | Joueur de tennis chilien.                                                                                  | 91    | (es)   |
| 4 septembre       | Rada Đuričin                        | Actrice yougoslave puis serbe                                                                              | 91    | (sr)   |
| 4 septembre       | Sergueï Viktorovitch Ivanenko       | Homme politique russe.                                                                                     | 65    | (ru)   |
| 4 septembre       | Céline Orgelle Kentsop              | Actrice camerounaise.                                                                                      | 54    |        |
| 4 septembre       | Hermes Ramírez                      | Athlète de sprint cubain, médaillé d'argent aux Jeux olympiques d'été de 1968.                             | 76    | (es)   |
| 4 septembre       | Jacques Rouchouse                   | Écrivain, critique musical et animateur de radio français.                                                 | 78    |        |
| 3 septembre       | Vladimir Bure                       | Nageur soviétique puis russe, médaillé en bronze et en argent (1968 et 1972).                              | 73    | (en)   |
| 3 septembre       | Flora Fraser                        | Femme politique britannique.                                                                               | 93    | (en)   |
| 3 septembre       | Guido Carlo Gatti                   | Basketteur italien.                                                                                        | 86    | (it)   |
| 3 septembre       | Stephan Harding                     | Zoologiste et écologue britannique.                                                                        | 71    | (en)   |
| 3 septembre       | Zdeněk Rylich                       | Basketteur tchécoslovaque.                                                                                 | 93    | (cs)   |
| 2 septembre       | James Darren                        | Acteur, réalisateur et chanteur américain.                                                                 | 88    | (en)   |
| 2 septembre       | Rodolfo Hernández                   | Homme d'affaires, ingénieur et homme politique colombien.                                                  | 79    | (es)   |
| 2 septembre       | H. Jeff Kimble                      | Physicien américain.                                                                                       | 75    | (en)   |
| 2 septembre       | Sante Marsili                       | Poloïste italien, médaillé d'argent aux Jeux olympiques d'été de 1976.                                     | 73    | (it)   |
| 2 septembre       | Aleksandr Medved                    | Lutteur soviético/russo-biélorusse.                                                                        | 86    | (ru)   |
| 2 septembre       | Seyyed Fazil Hosseini Milani        | Universitaire, auteur et traducteur irako-iranien.                                                         | 80    | (fa)   |
| 1er septembre     | Denis Browne                        | Évêque catholique néo-zélandais.                                                                           | 86    | (it)   |
| 1er septembre     | Linda Deutsch                       | Journaliste américaine.                                                                                    | 80    | (en)   |
| 1er septembre     | Àngels Martínez Castells            | Femme politique espagnole.                                                                                 | 76    | (ca)   |
| date indéterminée | Igor Štuhec                         | Compositeur slovène                                                                                        | 91    | (sl)   |